# Pasir Bongkal
Pasir Bongkal is een bestuurslaag in het regentschap Indragiri Hulu van de provincie Riau, Indonesië. Pasir Bongkal telt 1240 inwoners (volkstelling 2010).